# تود باركلي
تود باركلي (بالإنجليزية: Todd Barclay)‏ هو سياسي نيوزلندي، ولد في 8 يونيو 1990 في نيوزيلندا. حزبياً، نشط في الحزب الوطني في نيوزيلندا. وقد انتخب عضو مجلس النواب النيوزيلندي.